# Noble (Illinois)
Pour les articles homonymes, voir Noble (homonymie).
Noble est un village situé à l'est du comté de Richland dans l'Illinois, aux États-Unis,. Il est incorporé le 29 juin 1909.

## Démographie
Lors du recensement de 2010, le village comptait une population de 677 habitants. Elle est estimée, en 2016, à 661 habitants.

### Source de la traduction
- (en) Cet article est partiellement ou en totalité issu de l’article de Wikipédia en anglais intitulé « Noble, Illinois » (voir la liste des auteurs).